# Asesinato de Sierah Joughin
Sierah Joughin (Sylvania, Ohio; 11 de febrero de 1996-Delta, Ohio; 22 de julio de 2016) fue una joven estadounidense secuestrada y asesinada en Ohio. Desapareció el 19 de julio de 2016 y fue encontrada muerta tres días después. Su agresor, James D. Worley, fue declarado culpable y sentenciado a muerte por el asesinato, además de más de veinte años de prisión por el secuestro, asalto y otros cargos relacionados. Su ejecución está programada actualmente para el 20 de mayo de 2025.
Worley había sido previamente condenado y encarcelado por el asalto e intento de secuestro de otra joven en circunstancias marcadamente similares, pero fue liberado después de tres años y no figuraba en ninguna base de datos estatal o federal de delincuentes en el momento del asesinato de Joughin. En consecuencia, el asesinato provocó la creación del Proyecto de Ley 231 del Senado de Ohio ("Ley de Sierah"), un estatuto que preveía desarrollar una base de datos de búsqueda de delincuentes del estado y que son condenados por delitos violentos específicos. El estatuto se convirtió en ley en diciembre de 2018.

## Sierah Joughin
Sierah Catherine Joughin era natural de Sylvania, una ciudad ubicada en el condado de Lucas en el estado estadounidense de Ohio, donde nació el 11 de febrero de 1996. Era hija de Sheila Vaculik y Tom Joughin. Apodada "Ce" por amigos y familiares, se graduó en el instituto Evergreen High School en 2014. En el momento de su muerte, estaba matriculada en la Junior College of Business de la Universidad de Toledo, donde estudiaba gestión de recursos humanos y realizaba una pasantía en el negocio de estampación de metales de su tío.

## James Worley

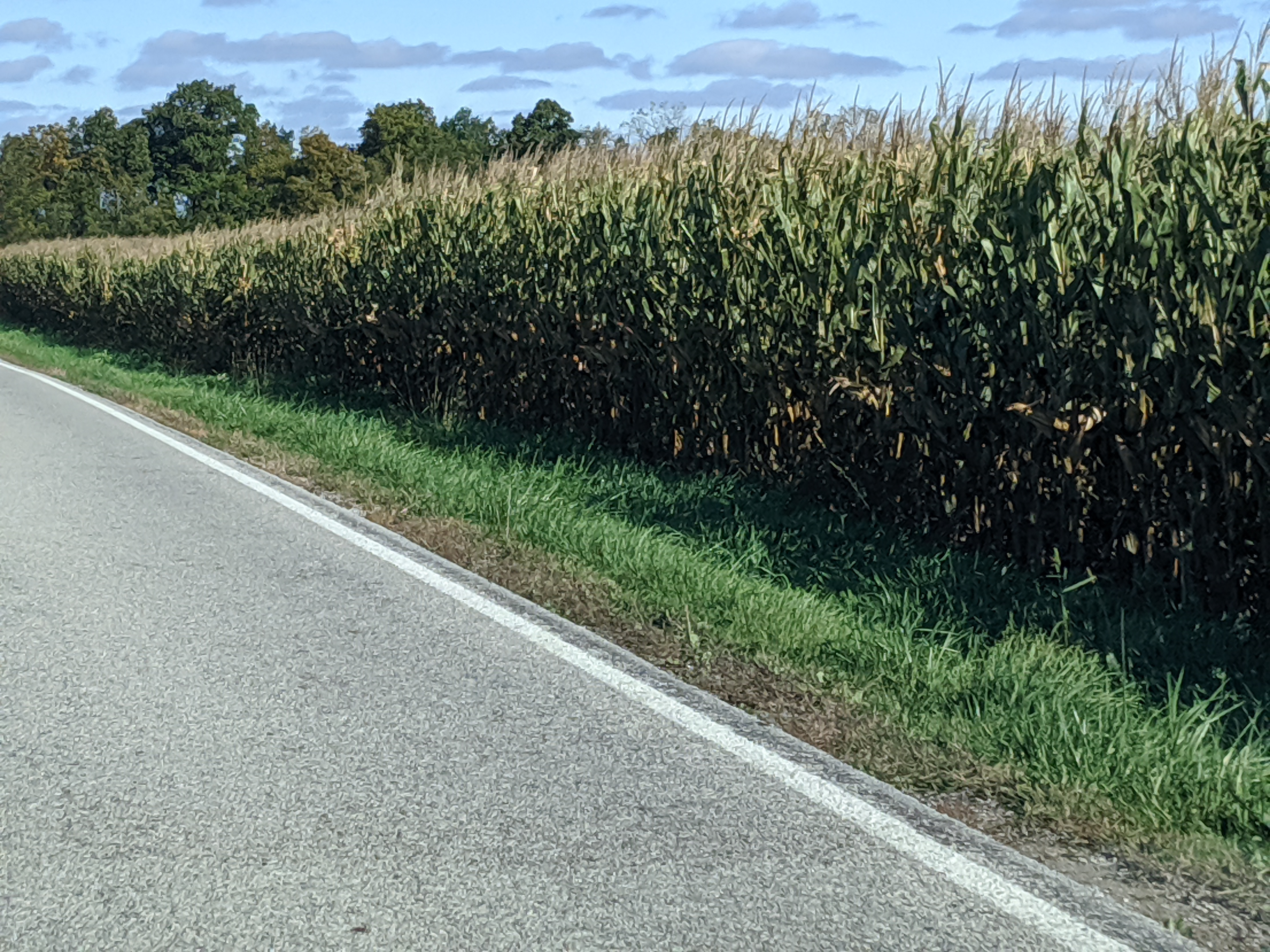
Maizal a lo largo de County Road 6, donde Joughin fue vista por última vez.

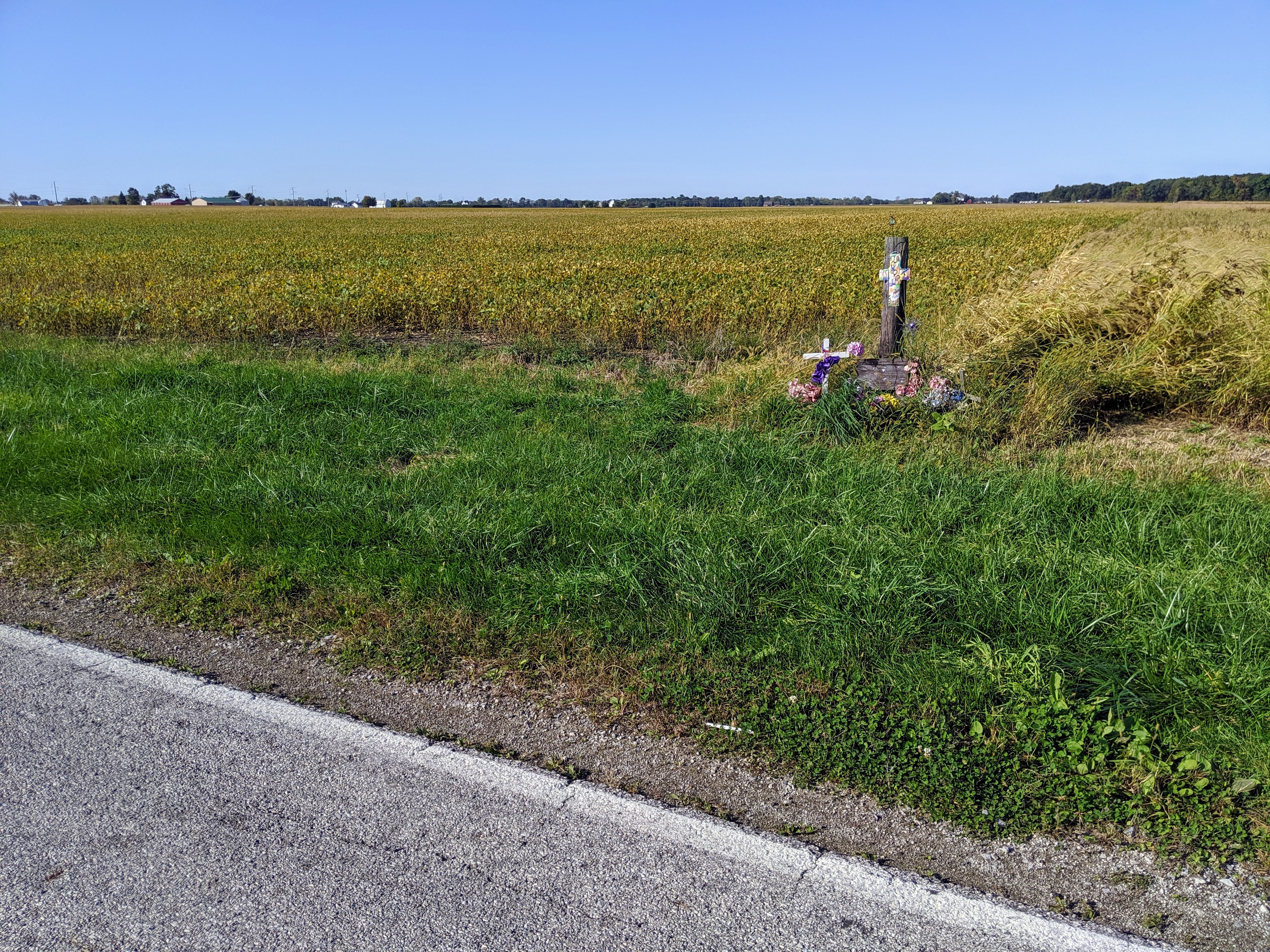
Monumento en memoria de Joughin en un costado de la County Road 7, cerca de donde se encontró su cuerpo.

James D. Worley (nacido el 8 de abril de 1959 en Tacoma, Estado de Washington) se graduó en el instituto de Metamora (Ohio) en 1978. Trabajó en varios trabajos en la ciudad de Toledo, Ohio, como agricultor y como personal de mantenimiento así como miembro de varias ferias del condado. Con respecto a su educación, Worley atribuyó su bajo promedio de calificaciones de 1,59 a ser un consumidor y vendedor frecuente de marihuana desde los 14 años.
En julio de 1990, Worley tendió una emboscada a una joven, Robin Gardner, mientras montaba en bicicleta en Whitehouse (Ohio). La golpeó con su camioneta, salió del vehículo, la golpeó en la cabeza y la esposó. Luego le puso un destornillador en la garganta y le dijo: "Te mataré si no dejas de gritar", e intentó obligarla a entrar en el vehículo. Gardner pudo escapar y fue recogida por un automovilista que pasaba. Worley fue finalmente arrestado y condenado por cargo de secuestro, y sentenciado a 4 a 10 años de prisión, con posibilidad de libertad condicional. Cumplió tres años de prisión por el crimen, antes de ser liberado anticipadamente por su propia petición.
Worley regresó a prisión en 2000 cuando fue declarado culpable de cultivar plantas de marihuana y poseer armas mientras estaba discapacitado, ambos delitos graves en ese momento. Fue puesto en libertad dos años más tarde, en 2002, de nuevo tras solicitar la libertad anticipada. Después de su segunda liberación de la prisión, comenzó un pequeño negocio de reparación de motocicletas en su residencia y obtuvo una licencia como transportista de remolques.

## Asesinato, investigación y arresto
Aproximadamente a las 18:45 horas del 19 de julio de 2016, Joughin iba en bicicleta de regreso a casa desde la casa de su novio, mientras él viajaba junto a ella en su motocicleta. Se separaron cerca de County Road 6 cerca de Metamora (Ohio) en el condado de Fulton, cuando él se dio la vuelta para regresar a casa, mientras ella continuaba sola el pequeño tramo que quedaba para llegar a la suya. Cuando aun no había vuelto a casa esa noche y su novio informó a su familia que no podía localizarla por el teléfono móvil, se comunicaron con las autoridades. Más tarde esa misma noche, la bicicleta de Joughin fue descubierta por un agente policial entre varias filas en un campo de maíz cerca de donde fue vista por última vez, y el alguacil del condado notó signos de lucha, junto con huellas de motocicleta a través del maíz derribado. Con la ayuda del FBI, las autoridades hicieron esfuerzos usando las nuevas tecnologías para rastrear a Joughin a través de su teléfono inteligente y su rastreador de actividad Fitbit, el último de los cuales devolvió una señal a varias millas de donde estaba ubicada su bicicleta, pero esto no produjo ninguna pista nueva. Se ofrecieron recompensas que iban desde los 25 000 dólares hasta los 100 000 por cualquier información que condujera a su recuperación segura.
Cerca de su bicicleta se descubrieron varios artículos que no pertenecían a Joughin, incluido un par de gafas de sol para hombre (que dieron positivo en ADN masculino), un destornillador y una caja de fusibles de automóvil. Un conductor que pasaba también recuperó un casco de motocicleta con la huella de una mano ensangrentada en la superficie. El novio de Joughin no fue considerado persona de interés, ya que su casco podría explicarse rápidamente. Cuando los oficiales estaban inspeccionando el vecindario después de la desaparición de Joughin, Worley, que vivía a menos de 2 millas de distancia, les dijo que su motocicleta se había descompuesto en el área y que había perdido artículos de la misma descripción que los de la escena del crimen. También afirmó que había descubierto dos bicicletas entre el maíz, una de las cuales se llevó, y que tendría sus huellas dactilares. Comentó que "no robó nada ni mató a nadie". Otro testigo de la zona describió haber visto una camioneta conduciendo a alta velocidad por el área y proporcionó un número de matrícula a las autoridades. Pronto se descubrió que la matrícula estaba registrada a nombre de Worley, quien había sido declarado culpable y sentenciado en 1990 por agredir e intentar secuestrar a otra joven, a quien tiró de su bicicleta. Con base en esta información, los investigadores obtuvieron una orden de registro para la propiedad de Worley.
Al registrar un granero en la propiedad de Worley, las autoridades descubrieron allí una habitación oculta, donde encontraron varios pares de ropa interior de mujer (en uno de los cuales se encontró sangre), ataduras y un congelador forrado con alfombras manchado de sangre. También encontraron sangre en la motocicleta de Worley, así como ataduras de "cremallera" y un pasamontañas en su camioneta. El ADN de Joughin se encontró en un trozo de cinta adhesiva y en un colchón inflable, ambos encontrados en el granero. Los investigadores encontraron dispositivos de grabación en toda la propiedad y, a partir de los registros de su teléfono móvil, concluyeron que Worley estuvo en la escena del secuestro durante casi dos horas durante el tiempo que Joughin estuvo desaparecida. También descubrieron que Worley le había dicho a un terapeuta por mandato judicial, después de su condena anterior, que "aprendió de cada secuestro que había cometido y de la siguiente que iba a enterrar". Fue arrestado por cargos de secuestro el 22 de julio, tres días después de la desaparición de Joughin. Un portavoz de la oficina del alguacil sugirió que Worley encajaba en el perfil de un delincuente en serie y que potencialmente podría tener víctimas desconocidas adicionales, posiblemente retenidas en la propiedad. A pesar de una búsqueda exhaustiva, no se encontraron allí ni a Joughin ni restos humanos.
El mismo día que arrestaron a Worley, alrededor de las 18:00 horas, el cadáver de Joughin fue descubierto en una tumba poco profunda en un campo a lo largo de County Road 7 en Delta (Ohio), a pocas millas al suroeste de la propiedad de Worley. Su cuerpo fue encontrado intacto, amarrado (muñecas esposadas y atadas a los tobillos detrás de la espalda), tenía un gran juguete de plástico en su boca como mordaza y usando un pañal para adultos. Una autopsia determinó que la causa de la muerte fue asfixia, provocada por la mordaza. No hubo evidencia de agresión sexual. No se determinó la hora exacta de la muerte, pero la hora oficial constó como las 21:00 horas del 22 de julio de 2016, cuando fue declarada muerta por profesionales médicos.

## Procedimientos legales

### Acusación y lectura de cargos
El 16 de agosto de 2016, Worley fue acusado de diecinueve cargos y encarcelado sin derecho a fianza. Los cargos incluían asesinato agravado, secuestro, agresión criminal, secuestro, manipulación de pruebas y abuso de un cadáver. En su comparecencia entró en una declaración de no culpable de todos los cargos. Los fiscales solicitaron la pena capital por el cargo de homicidio agravado. Después de dos retrasos en septiembre de 2017 y enero de 2018, y cientos de jurados potenciales llamados, el testimonio de juicio comenzó en marzo de 2018 en el Tribunal de Apelaciones Comunes del Condado de Fulton en Wauseon (Ohio), con el juez Jeffrey Robinson presidiendo el caso.

### Veredicto y sentencia
La fiscalía alegó que Worley había estado viendo pornografía en su ordenador personal hasta que se cometió el delito, como lo demostró la presentación de su historial de navegación web. Más tarde emboscó a Joughin después de encontrarla en County Road 6, la golpeó en la cabeza con su casco de motocicleta (posiblemente dejándola inconsciente y dejando evidencia de ADN en el casco) como mostraba una pequeña fractura craneal en la parte posterior de la cabeza de la víctima, y esperó en el campo de maíz hasta que oscureció. Durante este tiempo, llamó a su hermano para decirle que su motocicleta se había averiado, pero los fiscales alegaron que en realidad estaba junto a Joughin en el campo de maíz cuando hizo la llamada. Luego condujo su motocicleta de regreso a casa (a menos de cinco millas de distancia), salió al volante de su camioneta de regreso a la escena del crimen (momento en que un testigo lo notó circulando con exceso de velocidad) y la transportó de regreso al granero en su residencia. Allí dejó algunas de sus ropas manchadas de sangre, y la agredió físicamente, la ató y la amordazó con un juguete de plástico. En algún momento, se asfixió debido a la mordaza, que los fiscales alegaron era lo que Worley pretendía, ya que se insertó con la fuerza suficiente como para romperle un diente. Worley luego transportó su cuerpo al campo de maíz cerca de su propiedad, donde la enterró aproximadamente a dos pies de profundidad.
Worley negó haber encontrado o agredido alguna vez a Joughin. Su defensa argumentó que la evidencia obtenida del granero, incluida la ropa interior, las esposas y los artículos relacionados con BDSM, eran parte de un estudio de pornografía que Worley tenía la intención de iniciar. Worley afirmó que él había dejado el casco y otras pruebas encontradas cerca de la bicicleta de Joughin antes de que ocurriera la desaparición, cuando su motocicleta se averió a un lado de la carretera. Alegaron que debido a la baja concentración de ADN de Worley en el casco, pudo haber sido otra persona quien lo usó para agredir a Joughin. Un testigo vio a un hombre agachado en un campo con pantalones cortos rojos, pero no se recuperaron pantalones cortos rojos en la propiedad de Worley, y su defensa argumentó que, por lo tanto, no podría haber sido Worley en el campo de maíz.

### Testigos

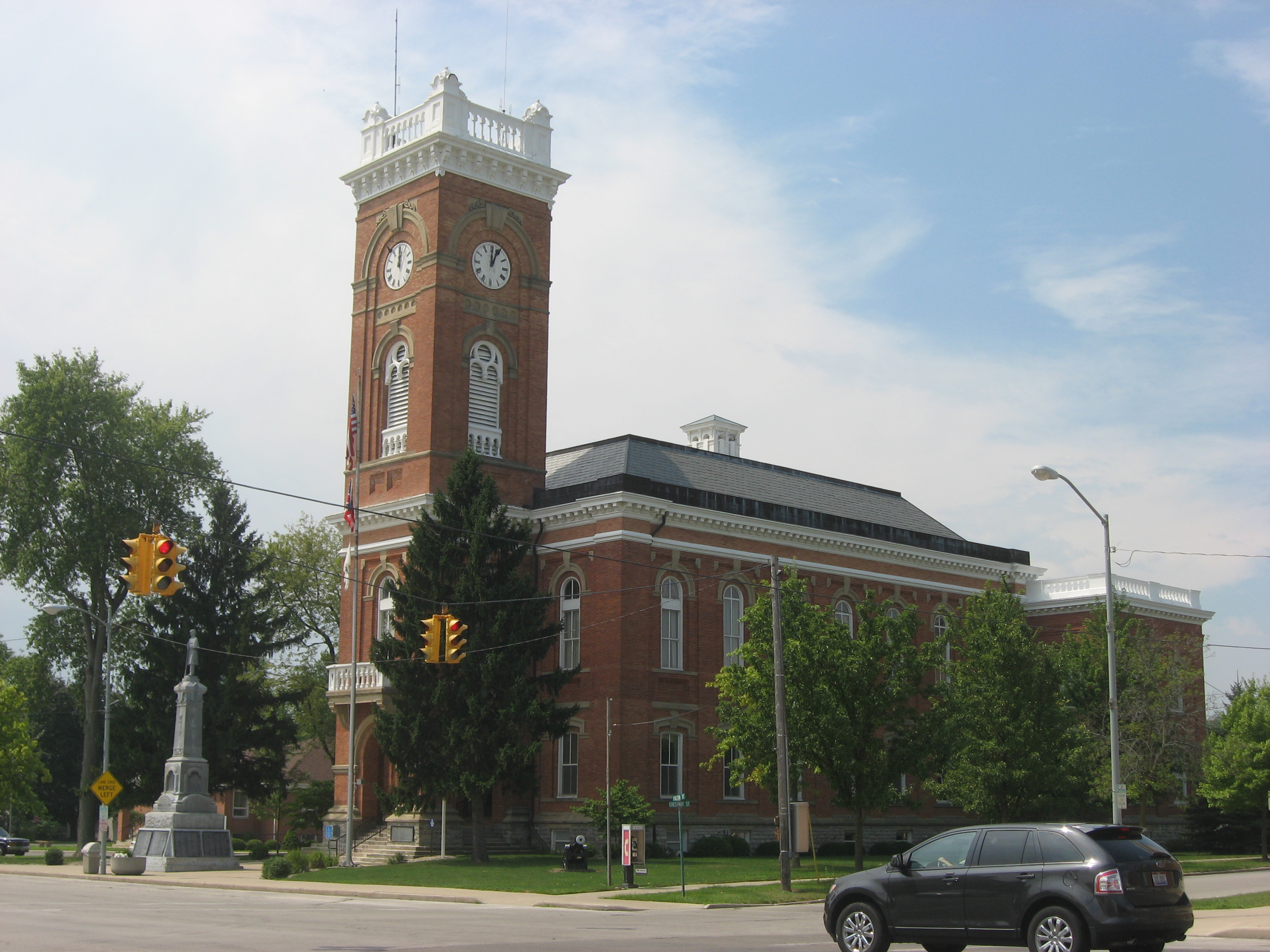
El Palacio de Justicia del condado de Fulton, en Wauseon (Ohio).

Durante el juicio, la fiscalía presentó varios testigos, entre ellos:
- Megan Roberts; agente especial de BCI, quien testificó sobre la evidencia física recuperada en el presunto lugar del secuestro, la residencia de Worley y el lugar donde se encontró el cuerpo de Joughin, gran parte de la cual contenía ADN de Worley y Joughin.[34]
- David Morford, detective de la policía de Toledo, quien testificó sobre evidencia digital, como registros de ubicación de los teléfonos móviles de víctima y agresor que muestran a Worley en las cercanías de la escena del crimen durante más de dos horas, y evidencia en el ordenador de su casa, incluidas búsquedas de pornografía para términos como "adolescentes atadas", "violación" e "indefensa".[35]
- Robin Gardner, víctima anterior de Worley, que testificó que en julio de 1990, Worley la atropelló con su camioneta, le puso un destornillador en el cuello y la amenazó con matarla si no venía con él; un delito por el que fue condenado a 4 a 10 años de prisión, pero solo cumplió tres antes de ser puesto en libertad.[36]

El equipo de defensa de Worley presentó varios testigos; dos de ellos eran amigos de Worley desde hacía mucho tiempo. El primero reconoció en el interrogatorio que el casco encontrado en County Road 6 la noche del secuestro de Joughin era el mismo que le había comprado a Worley varios años antes. El segundo testigo testificó durante el interrogatorio que él y Worley fumaban marihuana y veían pornografía juntos, y en un momento Worley mencionó que deseaba abrir un estudio de pornografía en su granero, donde en ese momento estaba secando plantas de marihuana. También afirmó que Worley estaba teniendo problemas eléctricos con su motocicleta, pero "nunca lo dejó tirado".

### Resumen de alegaciones y defensa
Los alegatos finales del juicio concluyeron el 26 de marzo de 2018 y las deliberaciones del jurado comenzaron ese mismo día. Worley fue declarado culpable el 28 de marzo de 2018 de diecisiete de los diecinueve cargos originales, incluido el asesinato agravado, después de que los miembros del jurado deliberaran por algo menos de seis horas.
Las pautas de sentencia del jurado en Ohio requerían que el jurado decidiera si algún factor atenuante mayor en el caso de Worley justificaba una sentencia de por vida, o si algún factor agravante mayor justificaba una sentencia de muerte. La defensa de Worley abogó por una cadena perpetua y lo describió como un "hombre dañado". El psicólogo criminalista John Fabian, testigo de la defensa, sugirió que el ataque fue motivado por "sadismo sexual relacionado con un trastorno fetichista". Dijo que Worley tenía múltiples problemas de salud mental y le había sido diagnosticado un trastorno de parafilia sexual. La defensa de Worley, durante su declaración final, sugirió que Worley pudo haber tenido un cómplice anónimo y haber tenido una relación incestuosa con su madre antes de su muerte. La fiscalía desestimó ambos reclamos, afirmando que la tumba fue excavada apresuradamente, requiriendo solo una persona, y que había poca evidencia para apoyar una relación inapropiada entre Worley y su madre.
La fiscalía argumentó que debido a que Worley tuvo una educación promedio y conocía la diferencia entre el bien y el mal, los factores agravantes de sus crímenes superaron cualquier trastorno que pudiera tener. Durante el segundo día de testimonio en la fase de sanción del juicio, los fiscales presentaron grabaciones de audio entre la hermana de Worley y un investigador privado. Mencionó que se sospechaba que Worley había matado a una prostituta en 2000 (pero nunca fue acusado porque no se pudieron encontrar los restos), así como a otra mujer en la década de 1970 que Worley describió como "el amor de su vida", pero que no fue identificada y podría haber estado viva en el momento de la entrevista.
Antes de la sentencia, Worley hizo una declaración de 45 minutos descrita por el Toledo Blade como "divagante e inconexa", en la que afirmó que creía que alguien más secuestró y asesinó a Joughin, dejando pruebas para incriminarlo. Los miembros de la galería se enojaron durante la declaración y abandonaron la sala del tribunal después de que describiera a Joughin como una "niña hermosa".
El jurado recomendó la pena capital, que el juez Robinson confirmó el 16 de abril de 2018, afirmando: "Si pensara que hay una bola de nieve en el infierno de que eres inocente, estarías frente [a una] cadena perpetua". Además, Worley fue sentenciado a 11 años de prisión por secuestro, 8 años por agresión criminal, 11 meses por posesión de herramientas criminales y 36 meses por alteración de pruebas y posesión de armas por discapacidad.
Desde el 19 de abril de 2018, Worley se encuentra en el corredor de la muerte en la Institución Correccional de Chillicothe como preso # A743593. Su fecha de ejecución, originalmente fijada para el 3 de junio de 2019, se retrasó en junio de 2018, y nuevamente en agosto de 2018 debido a apelaciones. En julio de 2020, los abogados de Worley presentaron una moción ante la Corte Suprema de Ohio para revocar su condena original y otorgarle un nuevo juicio, citando el supuesto fracaso del gobierno para probar varios aspectos de los cargos, enfermedades mentales de Worley, incompetencia del abogado, y varias presuntas violaciones de las reglas del jurado y las pruebas. Argumentaron que el jurado en el juicio de 2016 estaba "contaminado" debido a la naturaleza unida de la comunidad, que los posibles miembros del jurado estaban familiarizados con Worley, la familia Joughin o el caso en sí, lo que hacía imposible un juicio justo. La apelación fue denegada por el tribunal y se fijó una fecha de ejecución para Worley el 20 de mayo de 2025.

## Hechos posteriores

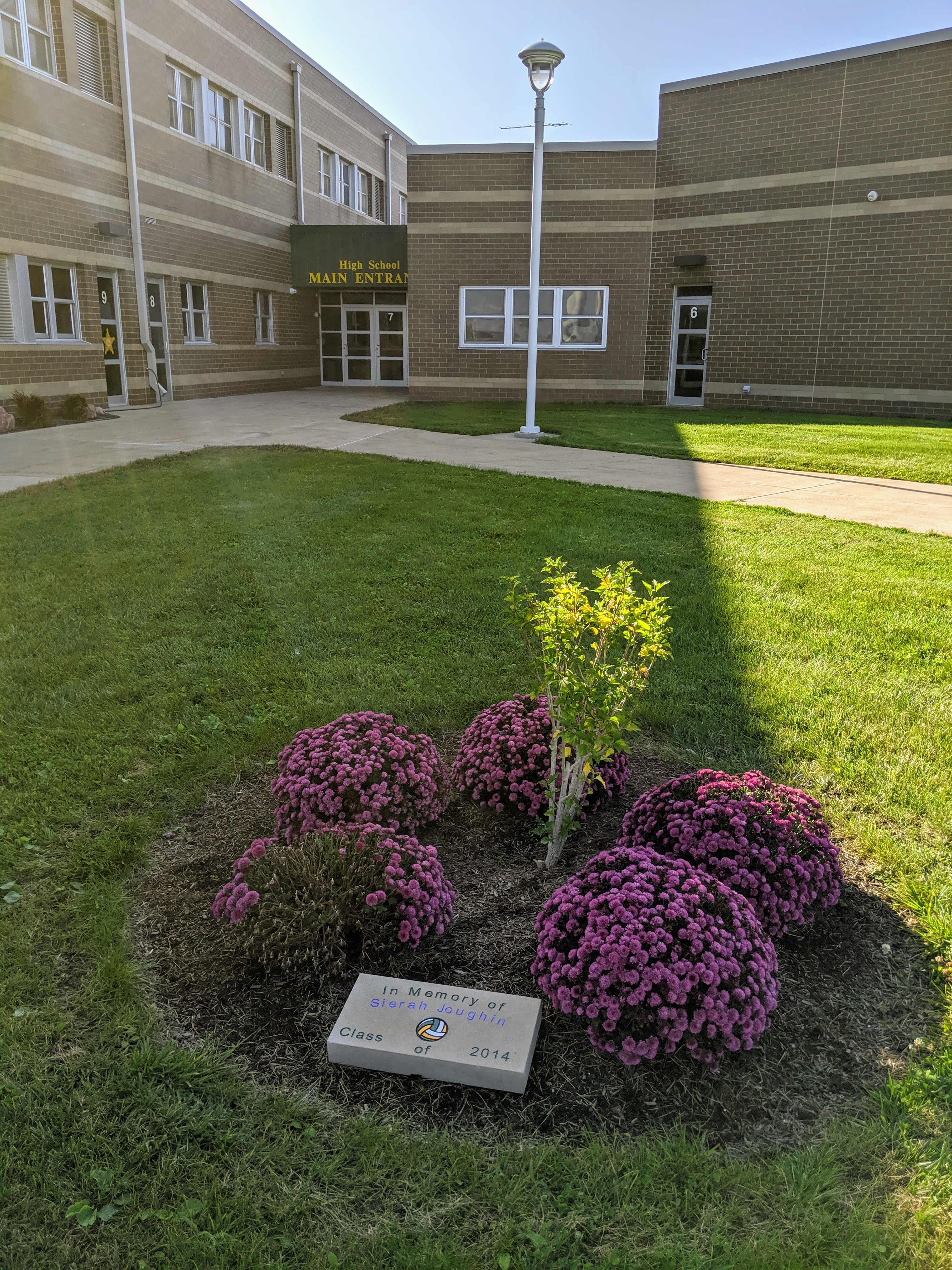
Memorial de Sierah Joughin en Evergreen High School, en 2019.

El funeral de Joughin tuvo lugar el 28 de julio de 2016 en Sylvania (Ohio), siendo enterrada en el cementerio del municipio de Amboy, cerca de Metamora (Ohio).

### Eventos comunitarios
Después del arresto de Worley, los residentes de la comunidad organizaron una caminata conmemorativa "Take Back the Roads" en honor a Joughin, que tuvo lugar a lo largo de la carretera donde se encontró su bicicleta.
El 2 de octubre de 2016, el Distrito Escolar de Evergreen organizó una carrera de 5 kilómetros para recaudar dinero para el Fondo de Becas Memorial Sierah Joughin, y pedir apoyo a un proyecto de ley de registro de delincuentes violentos siendo construido por los legisladores de Ohio. Los organizadores del evento esperaban atraer a unos 300 participantes, pero se vieron obligados a limitar el número a 1 600 cuando llegó una gran multitud de simpatizantes y participantes.

### Fondo de becas en memoria de Sierah Joughin
Durante la desaparición y la búsqueda, la familia de Joughin creó una página de GoFundMe para solicitar fondos para ayudar en el esfuerzo de búsqueda. Después de que se descubriera su cuerpo, la familia estableció el Fondo de Becas en Memoria de Sierah Joughin a partir de las donaciones, además de los fondos recaudados por el evento de carrera de 5 kilómetros del distrito escolar, administrado por la Fundación de la Comunidad de Toledo. La beca beneficia a los graduados de Evergreen High School (donde se graduó Joughin), que han participado en una organización y un deporte universitario. En septiembre de 2019, la escuela secundaria dedicó una placa y plantó dos árboles en la propiedad en honor a Joughin.

### Propiedad de Worley
En julio de 2018, la propiedad de Worley en Delta (Ohio) fue otorgada a la familia de Joughin, que procedió a demoler el granero principal de la misma. También se llegó a un acuerdo monetario de 3,6 millones de dólares, pero la familia de Joughin acordó no ejecutar el fallo a menos que "el acusado reciba una suma inesperada de dinero, como ganar la lotería o recibir derechos de libros o películas o regalías".
En agosto de 2020, el Departamento del Sheriff del condado de Fulton registró nuevamente la propiedad de Worley, utilizando equipo de excavación, con la ayuda del FBI. Una declaración del alguacil decía que la investigación sobre Worley estaba en curso, que cualquier evidencia encontrada sería recolectada con la ayuda del Equipo de Respuesta de Evidencia del FBI, y no dio más comentarios. La familia de Joughin declaró que la búsqueda no estaba relacionada con su caso.

### Ley de Sierah
Tras el juicio, la familia de Joughin y otros activistas argumentaron que no había suficiente información disponible para las fuerzas del orden y los residentes sobre los delincuentes condenados que residen en sus comunidades, y si se hubiera implementado un sistema para advertir al público sobre los delincuentes en su área, el asesinato podría haberse evitado. Las fuerzas del orden habían dicho a la familia durante la investigación que Worley no estaba en ninguna base de datos local, estatal o federal que rastreara a los delincuentes, y la familia argumentó que tal base de datos disponible podría haber dado lugar a que Joughin fuera rescatada con vida. En julio de 2016, la organización Standing Courageous inició una petición en Change.org, pidiendo a los legisladores que establecieran un "registro de delincuentes violentos" en Ohio. Se hicieron esfuerzos legislativos para crear una base de datos de delincuentes violentos condenados por delitos específicos como el asesinato o el secuestro.
Inicialmente presentado como Proyecto de Ley del Senado 67, la "Ley de Sierah" fue elaborada en febrero de 2017 por los senadores Randy Gardner y Cliff Hite y presentada al Comité Judicial del Senado de Ohio. Originalmente, el proyecto de ley tenía la intención de permitir al público buscar en un sitio web a los delincuentes con las condenas calificadas, similar a un registro de delincuentes sexuales. Después de varias audiencias, donde algunos opositores como la ACLU argumentaron que el proyecto de ley no protegía al público y generaba preocupaciones sobre la privacidad, el proyecto de ley se modificó para que los residentes debían visitar la oficina del alguacil local para solicitar que se realizara una búsqueda.
En noviembre de 2017, la "Ley de Sierah" se presentó al Senado de Ohio como el Proyecto de Ley Senatorial 231. La madre de Joughin habló ante los legisladores en noviembre de 2018, instándolos a aprobar el proyecto de ley. Fue aprobada el 6 de diciembre de 2018 y promulgada por el gobernador John Kasich el 19 de diciembre. Entró en vigencia el 20 de marzo de 2019.

### Organizaciones de caridad
Una organización benéfica sin fines de lucro, Justice For Sierah, se estableció después del juicio por la madre y la tía de Joughin, que ofrece cursos de capacitación en defensa personal para escuelas y comunidades, y educa al público sobre temas de seguridad comunitaria y la Ley de Sierah. La organización lleva a cabo una carrera anual de 5 km, llamada "Spirit of Sierah", en Sylvania (Ohio).